# Дюрковце
Дюрковце (словац. Ďurkovce) — село, громада в окрузі Вельки Кртіш, Банськобистрицький край, центральна Словаччина, історичний регіон Гонт. Кадастрова площа громади — 4,93 км². Населення — 133 особи (за оцінкою на 31 грудня 2017 року).

## Історія
Перша згадка 1262 року.

## Населення
| Рік:            | 1994. | 2004.    | 2014.   | 2024. |
| --------------- | ----- | -------- | ------- | ----- |
| Кількість осіб: | 151   | 128      | 140     | 112   |
| Різниця:        |       | -15,23 % | +9,37 % | -20 % |

| Рік:            | 2023. | 2024.   |
| --------------- | ----- | ------- |
| Кількість осіб: | 114   | 112     |
| Різниця:        |       | -1,75 % |